# Nea Alikarnassos
Nea Alikarnassos (griechisch Νέα Αλικαρνασσός [ˈnɛa alikarnaˈsɔs] (f. sg.)) ist ein Gemeindebezirk der kretischen Hauptstadt Iraklio. Bis zu seiner Eingemeindung zum 1. Januar 2011 war Nea Alikarnassos eine selbständige Gemeinde, seit 1986 als Stadtgemeinde (dimos).

## Lage und Geografie
Nea Alikarnassos befindet sich östlich des Zentrums von Iraklio, in der Küstenebene unmittelbar am Meer. Nea Alikarnassos ist mit der Stadt Iraklio zusammengewachsen.

## Geschichte
Bei der Siedlung Prassas wurden die Ruinen zweier minoischer Häuser gefunden.
Nea Alikarnassos wurde im Jahr 1925 als staatliche Wohnsiedlung zur Unterbringung der Flüchtlinge gegründet, die infolge der kleinasiatischen Katastrophe aus ihrer Heimat Halikarnassos (heute Bodrum) vertrieben worden und zu Tausenden nach Kreta gekommen waren.

## Ortschaften
Nea Alikarnassos besteht aus dem gleichnamigen Ort und der Ortschaft Kalithea mit der nach dem Fluss benannten Strandsiedlung Karteros.

## Politik

### Parteien
Bei Wahlen zeigt sich ein deutlich überwiegender Anteil der Linken. Bei der Parlamentswahl 2007 erreichte die sozialdemokratische PASOK 52,85 % (2004: 54,54 %), die konservative Nea Dimokratia 31,22 % (2004: 33,84 %), die kommunistische KKE 8,97 % (2004: 8,00 %), die linke SYRIZA 3,15 %(2004: 2,14 %), die rechte LAOS 1,61 % (2004: 1,07 %) und die Grünen 1,19 %.

### Bürgermeister
Bürgermeister war von 2003 bis 2010 Evangelos Sisamakis (PASOK). Er wurde 2006 mit 63 % der Stimmen im ersten Wahlgang wiedergewählt.

### Die Auseinandersetzungen um das „Zigeunerlager“
Große Probleme und Auseinandersetzungen verursacht seit Jahren ein Lager, in dem über 500 Roma – für die in Griechenland die Bezeichnung tsingani (griechisch τσιγγάνοι oder αθιγγάνοι) üblich ist – unter dürftigen Bedingungen leben. Es wurde in einem Bereich zwischen der Autobahn und dem Industriegebiet schon vor nahezu 20 Jahren auf Beschluss der Präfektur Iraklio eingerichtet, die damit die in verschiedenen Gegenden verstreut lebenden Tsingani konzentrieren wollte. Im westlichen Teil wohnen die Chalkidei, die kein Romani sprechen, sondern sich auf Griechisch mit einem Akzent verständigen. Sie beschäftigen sich vor allem mit Wandergewerbe, vorwiegend mit Möbeln und Kleidung. Die Roma im östlichen Bereich des Lagers, deren Hauptbeschäftigung der Gemüsehandels ist, sind dagegen der traditionellen Lebensart verhaftet geblieben. Sie verständigen sich auf Romani und weisen alle Charakteristika der Roma auf. Die Frauen tragen traditionelle Kleidung. Das Lager Neas Alikarnassos entbehrt jeglicher Infrastruktur. Es gibt keine Elektrizität, kein Abwassersystem, und die Wasserversorgung ist unvollkommen.
Die Gemeinde Nea Alikarnassos versuchte seit 1997 in rigoroser Haltung, sich der ungeliebten Bewohner zu entledigen. Die amtliche Registrierung wurde ihnen verweigert, Maßnahmen zur Verbesserung der Lebensbedingungen untersagt, ihre Kinder vom Besuch der Schule abgehalten; die Gemeinde lehnte sogar finanzielle Hilfe der EU ab. Mehrfach ergingen Räumungsverfügungen, die jedoch gerichtlich angefochten wurden und nicht durchgesetzt werden konnten. Im Jahr 2002 erfolgten in Vorbereitung der Olympischen Spiele 2004 neue Ansätze zur Vertreibung mit dem Argument, das Gelände werde für Sportstätten benötigt. Etliche um die Wahrung der Menschenrechte besorgte Organisationen wurden aufmerksam. Nachdem zunächst seitens der Präfekturverwaltung dazu angesetzt wurde, die Romakinder in das Schulsystem einzugliedern, werden in jüngerer Zeit auch Überlegungen zur Verbesserung der Wohnbedingungen angestellt.

## Wirtschaft und Verkehr
Auf dem Gebiet von Nea Alikarnassos befindet sich der Internationale Flughafen Iraklio „Nikos Kazantzakis“, der zweitgrößte griechische Flughafen und derjenige mit dem größten Aufkommen an Charterflügen.
Ferner liegt auf dem Gebiet der Gemeinde das Industriegebiet sowie das Gefängnis Iraklios und die Reserveoffiziersschule der Infanteriekadetten (SEAP). Auch die Industrie- und Handelskammer von Iraklio hat hier ihren Sitz.
Viele der Bewohner haben sich auf Tätigkeiten im Baugewerbe spezialisiert.